# Ratatouille

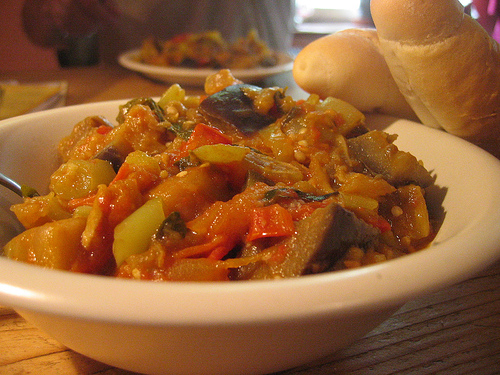
Un plato de ratatouille.

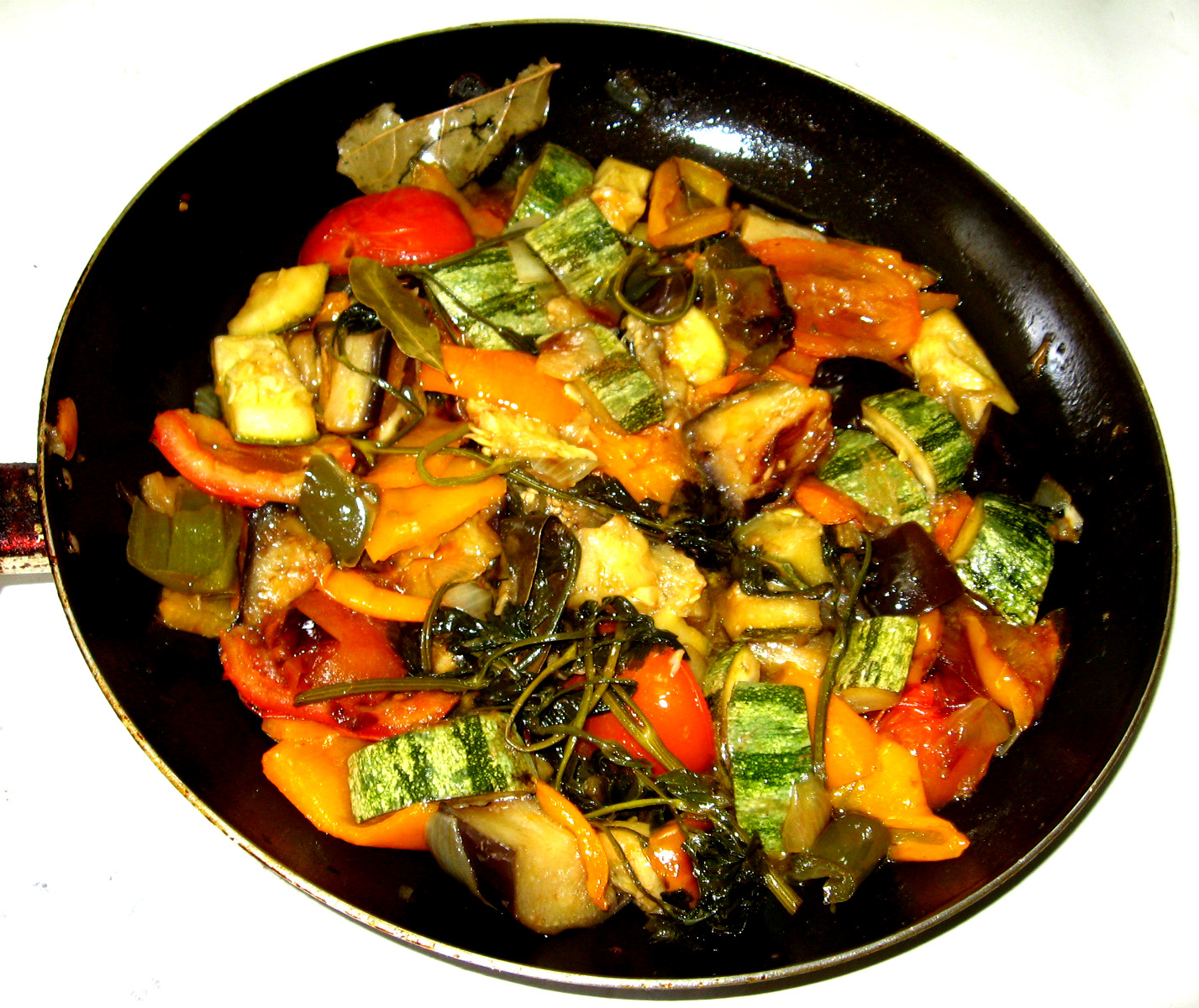
Ratatouille hecha en una sartén.

La ratatouille (pronunciación en francés: /ʁatatuj(ə)/), o en occitano ratatolha (pronunciado [ʀataˈtuʎɔ]) es una preparación típica de la cocina francesa que consiste en un estofado de diferentes hortalizas típicas del sur de Francia. Proviene de la región de Provenza y del antiguo condado de Niza (sureste de Francia), por lo que se la llama también ratatouille niçoise.

## Características
Consiste en guisar tomate, ajo, pimiento morrón, cebolla, calabacín y berenjena  en proporciones variables y cortados en trozos, en aceite de oliva. Se puede cocinar las hortalizas todas juntas o por separado; algunos cocineros dicen que deben prepararse por separado y luego cocinarlas todas juntas en su fase final, y existen recetas en las que se determinan secuencias concretas de preparación de cada hortaliza.
Se aromatiza con las llamadas hierbas provenzales (tomillo, romero, orégano, laurel, mejorana, albahaca, entre otros). 
Como muchos platos de verduras guisadas, suele adquirir mejor sabor si se deja reposar algún tiempo o si se recalienta. El plato puede conservarse en el refrigerador durante varios días. Es tradicionalmente un plato de verano, temporada de maduración en Francia de las hortalizas que la componen, pero se ha convertido en un plato frecuente a lo largo de todo el año.
La ratatouille se suele servir como guarnición de algún plato de carne o pescado. Se puede servir frío o caliente, al gusto del comensal. A veces se emplea la ratatouille como relleno o acompañamiento de la tortilla francesa.

## Variantes
En Francia, existen varias recetas similares. La piperade del País Vasco que se hace a base de pimientos y tomates. La chichoumeille del Languedoc y la Bohémienne de Provenza hechas de berenjenas y tomates. Y por último el confit Byadi del chef Michel Guérard.
En Castilla-La Mancha, en España, existe un plato autóctono denominado pisto. Dependiendo de la zona, varía algún ingrediente o forma de preparación, pero la base es muy parecida a la del plato francés, excepto que no lleva berenjena. Al igual que la ratatouille, el pisto se sofríe a fuego lento con aceite de oliva.
En Cataluña, se conoce un plato parecido llamado samfaina, utilizada también como guarnición o sola, acompañada de patatas fritas o arroz. En Mallorca, un plato similar es el tumbet, consistente en freír en aceite de oliva, las berenjenas, el pimiento rojo, ajo, patatas y, en algunos casos, calabacín, y regarlos finalmente con tomate frito. 
Existe también una versión de este plato en Malta denominada kapunata, la cual se elabora con tomates, pimiento verde, berenjena y ajo, y acompaña a los platos con pescado.
En el sur de Italia, también existen la ciambotta que se prepara con patatas hervidas, berenjenas, tomates y pimientos, a la que se pueden añadir otros ingredientes según la región. Así mismo, es evidente la similitud con la caponata, que se adereza con alcaparras, y la "peperonata" (sin berenjenas y frecuentemente con patatas) sicilianas.
En la Europa central, es típico el lecsó (pronuncia lecho) húngaro, idéntico al lečo (igual lecho) de Eslovaquia. Sus ingredientes son paprika (pimiento), tomate y cebolla.

## En la cultura
La popularidad de este plato culinario aumentó en 2007 tras el estreno de la película homónima Ratatouille de Pixar.